# Parafia św. Maksymiliana Marii Kolbego w Rykoszynie
Parafia św. Maksymiliana Marii Kolbego w Rykoszynie — parafia rzymskokatolicka, znajdująca się w diecezji kieleckiej, w dekanacie piekoszowskim.